# Химн на Малтийския орден
Ave Crux Alba (на български: Радвай се, бял кръсте) е официалният химн на Малтийския орден.
Написан е на официалния език на ордена – латински. Авторството и времето на създаване са неизвестни.

## Оригинален текст на латински
Ave Crux alba, summae pietatis signum,

Ave Crux alba, salutis nostra sola spes,

Corda fidelium inflamma, adauge gratiam, adauge gratiam.

Ut omnia vincat tuorum ardens caritas,

Ut omnia vincat tuorum ardens caritas

## Преведен текст на български
Радвай се, бял кръст, знак на висше благочестие,

Радвай се, бял кръст, единствено наше упование за спасение

Разпали на вярващите сърцето, умножи благодатта, умножи благодатта,

За да може винаги да побеждава пламенната любов на твоите хора

За да може винаги да побеждава пламенната любов на твоите хора